# Hoțul de piersici (film)
Hoțul de piersici (titlul original: în bulgară Крадецът на праскови, transliterat: Kradețat na praskovi) este un film dramatic bulgar, realizat în 1964 de regizorul Vălo Radev, după nuvela omonimă din 1948 a prozatorului Emilian Stanev, protagoniști fiind actorii Rade Marković, Nevena Kokanova, Mihail Mihailov și Naum Șopov.

## Rezumat
După terminarea Primului Război Mondial, la Veliko Tărnovo a fost organizat un lagăr pentru prizonierii de război. Paza este relaxată, iar gardienii și deținuții sunt în relații bune.
Ivo este sublocotenent al armatei sârbe, prizonier în lagăr. În timp ce se strecurase în grădina comandantului să fure piersici, o întâlnește pe soția acestuia Lisa care îl ascultă și îl servește cu mâncare. Libertatea și fericirea sunt două teme pe care cei doi le abordează în disuție. La început, Lisa apare ca o femeie abătută, care s-a resemnat cu soarta ei. Soțul ei, colonelul, care vine seara acasă și își desfășoară programul în același mod și monoton spune știrile zilei. Lisa este ca o pasăre în colivie care s-a lăsat în mâinile soțului ei dominant. Este o femeie de vârstă mijlocie care și-a pierdut frumusețea. Și cândva a fost cea mai dorită companie la sărbători, era cea mai frumoasă femeie. 
Într-o după-amiază de vară, aude clopoțelul din grădină. Când iese, vede un bărbat zdrențuit și cu pielea arsă de soare care a cules piersicile. Din acel moment, dragostea se aprinde între cei doi. Întâlnirile secrete dintre Ivo și Lisa sunt o pauză de la realitatea dificilă. Femeia oprimată pe care am văzut-o în primele scene, acuma este complet schimbată, veselă și plină de viață. Lisa a început să trăiască din nou. Dar nu după mult timp, fericirea ei va fi amară când Ivo va fi împușcat iar viața se va sfârși și pentru ea.

## Distribuție
- Rade Marković – Ivo Obertenović
- Nevena Kokanova – Elisaveta (Lisa)
- Mihail Mihailov – colonelul
- Naum Șopov – Dio Grevil
- Vasil Vacev – ordonanța colonelului
- Gheorghi Gheorghiev – Varenov
- Ivan Bratanov – Gandev
- Ivan Manov – Lefterov
- Teodor Iurukov – locotenentul Pepelanov
- Nikola Dadov – soldatul bătrân
- Liudmila Ceșmedjieva – văduva
- Radi Vălov – Radi
- Stefan Găldularov –
- Gherasim Mladenov –
- Simeon Simeonov –

## Producție
Rolul lui Ivo Obretenovici, care este un prizonier de război sârb, este interpretat de actorul sârb Rade Marković, iar Elisaveta (Lisa) este interpretată de Nevena Kokanova. Deja în timpul filmărilor de la Tutun, unde Vălo Radev era cameraman, o vede pe Nevena în rolul Elisavetei, soția severului colonel Mihail, interpretat de actorul Mihailov.

## Premii și nominalizări
- 1964 – Festivalul național de Film bulgar „Trandafirul de aur” de la Varna (în bulgară Златна роза) 
  - Premiul pentru Cel mai bun actor, lui Rade Marković
  - Premiul pentru Cea mai bună actriță lui Nevena Kokanova
  - Premiul Special al Juriului pentru cel mai bun film lui Vălo Radev (regizor) și lui Todor Stoianov (directur de imagine)
  - Premiul Special pentru Cel mai bun actor, lui Mihail Mihailov
  - Mentiune specială pentru cel mai bun actor lui Gheorghi Gheorghiev
- 1964 Festivalul Internațional de Film de la Salonic
  - Premiul special al juriului pentru cel mai bun film[3]
- 1964 Festivalul de la Veneția
  - Nominalizare la Premiul Leul de Aur pentru Vălo Radev

## Lansare
Filmul a avut premiera în Italia pe data de 10 septembrie 1964 la Festivalul Internațional de Film de la Veneția.
În România premiera filmului a avut loc la data de 6 septembrie 1965 la cinematograful „Republica” și Grădina „Doina” din capitală.